# Рођен 4. јула
Рођен 4. јула (енгл. Born on the Fourth of July) је ратна драма из 1989. године.

## Радња
Рон Ковић (Том Круз) је одрастао у малом месту Масапиква на Лонг Ајленду у католичкој породици, у атмосфери поноса за своју земљу. Није се двоумио када је њему, даровитом студенту, понуђено да оде у Вијетнамски рат и тамо заштити америчке интересе. Али у Вијетнаму, учествујући у крвавом чишћењу села, убијајући свог друга из нехата у борби и тешко рањен, Ковик се суочава са правим ратом, трагедијом и ужасом. Када је у болници, открива небригу особља, недостатак опреме и лекова, прљавштину и пустош.
Али чак и по повратку кући у инвалидским колицима, он и даље верује у своје некадашње идеале, огорчен је на антиратне говоре студената пацифиста. Тек по повратку у цивилни живот, почиње да осећа да су његови идеали и илузије уништени, да га је влада напустила и послала у Вијетнам, уништивши му живот заувек због нејасних међународних амбиција. Рон се претвара у агресивног психопату и алкохоличара.
Након многих авантура, одлучује да се покаје родитељима колеге којег је убио и придружи се антиратном покрету ветерана, а тек тада се поново проналази. Власт ствара многе препреке пацифистима, али ветерани не одустају - света борба за мир, их је поново вратила у живот и сада се не могу зауставити.

## Улоге
| Глумац          | Улога                                   |
| --------------- | --------------------------------------- |
| Том Круз        | Рон Ковик                               |
| Кира Сеџвик     | Дона                                    |
| Рејмонд Џ. Бари | господин Ковик                          |
| Керолајн Кава   | госпођа Ковик                           |
| Вилем Дафо      | Чарли                                   |
| Френк Вејли     | Тими                                    |
| Том Беренџер    | наредник Хејс, регрутни официр маринаца |
| Џена фон Ој     | млада Сјузан Ковик                      |
| Брајан Ларкин   | Рон Ковик у детињству                   |
| Стивен Болдвин  |                                         |
| Дејвид Херман   | пацијент                                |

## Зарада
- Зарада у САД - 70.001.698 $
- Зарада у иностранству - 91.000.000 $
- Зарада у свету - 161.001.698 $